# Smolno (Puck)
Smolno (deutsch Schmolln, kaschubisch Smòlëno) ist ein Dorf in der Landgemeinde Puck im Kreis Puck in der polnischen Woiwodschaft Pommern. 

## Geographische Lage
Das Dorf liegt südlich der Stadt Puck im südöstlichen Bereich der Landgemeinde Puck auf der Putziger Kämpe.